# Numicia virescens
Numicia virescens är en insektsart som beskrevs av Synave 1958. Numicia virescens ingår i släktet Numicia och familjen Tropiduchidae. Inga underarter finns listade i Catalogue of Life.